# Gmelina philippensis
Gmelina philippensis, hay cây Huyền Trân Công Chúa là một loài thực vật có hoa trong họ Hoa môi. Loài này được Cham. mô tả khoa học đầu tiên năm 1832.

## Hình ảnh

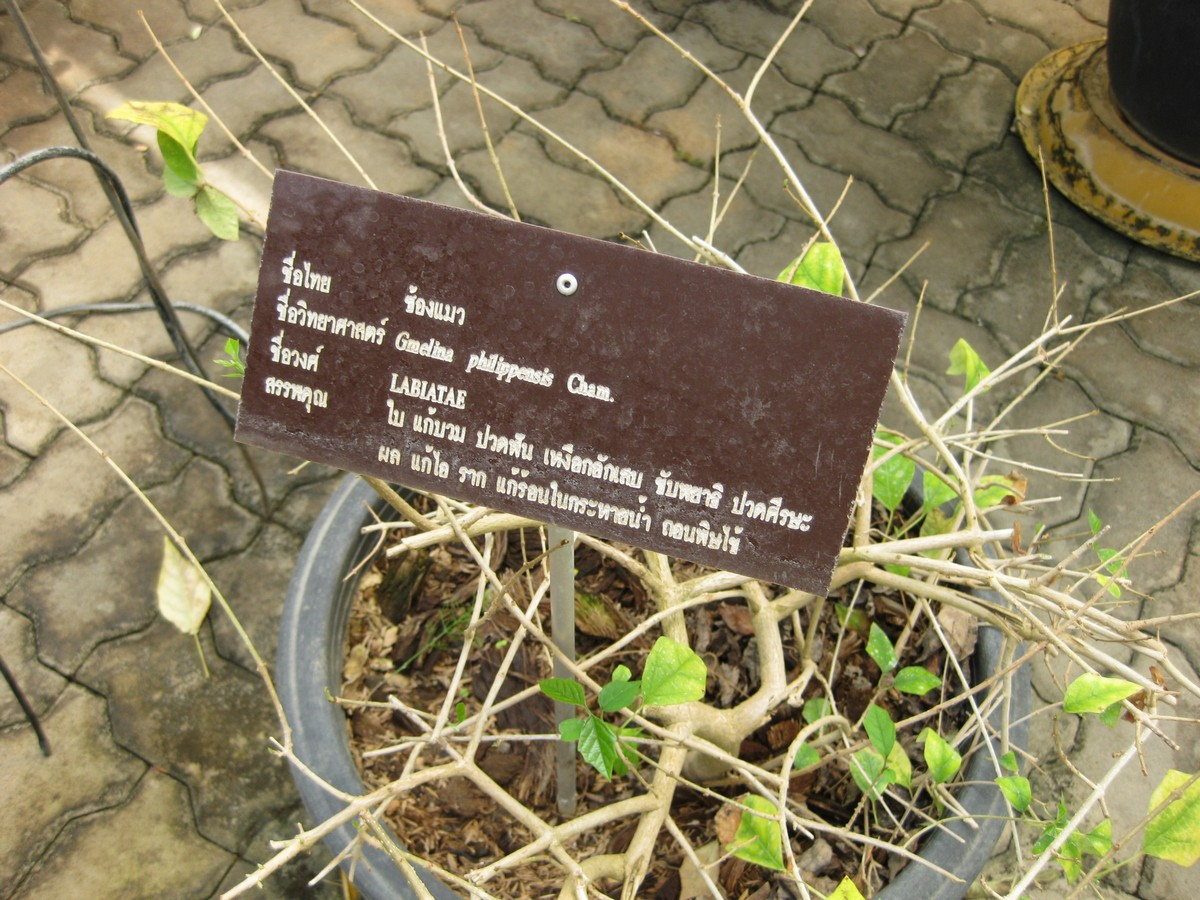
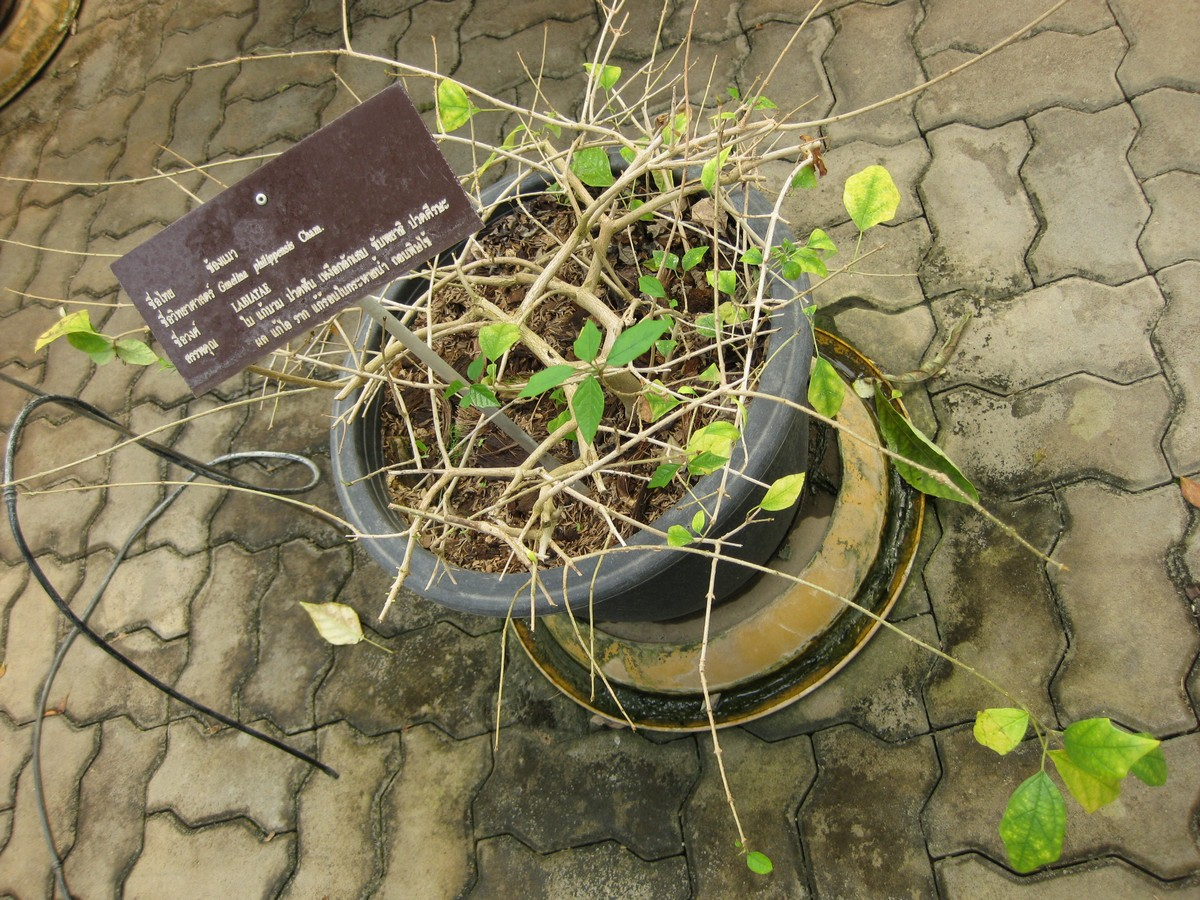